# Laurie Nunn
Pour les articles homonymes, voir Nunn.
Laurie Nunn est une scénariste britannique. Elle est connue pour la série Sex Education. En 2021, elle a reçu le prix Konbini de la série engagée pour Sex Education lors du festival Canneséries.